# ليغسي أوف كاين: ديفاينس
ليغسي أوف كاين: ديفاينس (بالإنجليزية: Legacy of Kain: Defiance)‏ ، هي لعبة فيديو إلكترونية من نوع أكشن مغامرات، أنتجت سنة 2003م، من تطوير ستوديو كرستال دينامكس، ومن نشر شركة إيدوس إنتراكتيف البريطانية، وتعمل على نظام التشغيل بلاي ستيشن 2 وإكس بوكس ومايكروسوفت ويندوز.